# Eriogonum
Eriogonum är ett släkte av slideväxter. Eriogonum ingår i familjen slideväxter.

## Dottertaxa tillEriogonum, i alfabetisk ordning[1]
- Eriogonum abertianum
- Eriogonum acaule
- Eriogonum alatum
- Eriogonum alexanderae
- Eriogonum aliquantum
- Eriogonum allenii
- Eriogonum alpinum
- Eriogonum ammei
- Eriogonum ammophilum
- Eriogonum ampullaceum
- Eriogonum androsaceum
- Eriogonum anemophilum
- Eriogonum angelense
- Eriogonum angulosum
- Eriogonum annuum
- Eriogonum apiculatum
- Eriogonum apricum
- Eriogonum arborescens
- Eriogonum arcuatum
- Eriogonum aretioides
- Eriogonum argillosum
- Eriogonum argophyllum
- Eriogonum arizonicum
- Eriogonum artificis
- Eriogonum atrorubens
- Eriogonum austrinum
- Eriogonum baileyi
- Eriogonum batemanii
- Eriogonum bicolor
- Eriogonum bifurcatum
- Eriogonum blissianum
- Eriogonum brachyanthum
- Eriogonum brachypodum
- Eriogonum brandegeei
- Eriogonum breedlovei
- Eriogonum brevicaule
- Eriogonum butterworthianum
- Eriogonum caespitosum
- Eriogonum calcareum
- Eriogonum callistum
- Eriogonum capillare
- Eriogonum cedrorum
- Eriogonum cernuum
- Eriogonum chrysops
- Eriogonum cinereum
- Eriogonum cithariforme
- Eriogonum clavatum
- Eriogonum clavellatum
- Eriogonum clivosum
- Eriogonum codium
- Eriogonum collinum
- Eriogonum coloradense
- Eriogonum compositum
- Eriogonum concinnum
- Eriogonum congdonii
- Eriogonum contiguum
- Eriogonum contortum
- Eriogonum correllii
- Eriogonum corymbosum
- Eriogonum covilleanum
- Eriogonum crocatum
- Eriogonum cronquistii
- Eriogonum crosbyae
- Eriogonum cusickii
- Eriogonum darrovii
- Eriogonum dasyanthemum
- Eriogonum davidsonii
- Eriogonum deflexum
- Eriogonum deserticola
- Eriogonum desertorum
- Eriogonum diatomaceum
- Eriogonum diclinum
- Eriogonum divaricatum
- Eriogonum domitum
- Eriogonum douglasii
- Eriogonum duchesnense
- Eriogonum eastwoodianum
- Eriogonum effusum
- Eriogonum elatum
- Eriogonum elegans
- Eriogonum elongatum
- Eriogonum encelioides
- Eriogonum ephedroides
- Eriogonum eremicola
- Eriogonum eremicum
- Eriogonum ericifolium
- Eriogonum esmeraldense
- Eriogonum evanidum
- Eriogonum exaltatum
- Eriogonum exilifolium
- Eriogonum fasciculatum
- Eriogonum fimbriatum
- Eriogonum flavum
- Eriogonum fusiforme
- Eriogonum galioides
- Eriogonum giganteum
- Eriogonum gilmanii
- Eriogonum glandulosum
- Eriogonum gordonii
- Eriogonum gossypinum
- Eriogonum gracile
- Eriogonum gracilipes
- Eriogonum gracillimum
- Eriogonum grande
- Eriogonum graniticum
- Eriogonum greggii
- Eriogonum gypsophilum
- Eriogonum hastatum
- Eriogonum havardii
- Eriogonum heermannii
- Eriogonum helichrysoides
- Eriogonum hemipterum
- Eriogonum henricksonii
- Eriogonum heracleoides
- Eriogonum hieracifolium
- Eriogonum hirtellum
- Eriogonum hirtiflorum
- Eriogonum hoffmannii
- Eriogonum holmgrenii
- Eriogonum hookeri
- Eriogonum howellianum
- Eriogonum hylophilum
- Eriogonum incanum
- Eriogonum inerme
- Eriogonum inflatum
- Eriogonum intrafractum
- Eriogonum jamesii
- Eriogonum jonesii
- Eriogonum kelloggii
- Eriogonum kennedyi
- Eriogonum kingii
- Eriogonum lachnogynum
- Eriogonum lagunense
- Eriogonum lancifolium
- Eriogonum latens
- Eriogonum latifolium
- Eriogonum lemmonii
- Eriogonum leptocladon
- Eriogonum leptophyllum
- Eriogonum libertinum
- Eriogonum lobbii
- Eriogonum loganum
- Eriogonum lonchophyllum
- Eriogonum longifolium
- Eriogonum luteolum
- Eriogonum maculatum
- Eriogonum mancum
- Eriogonum marifolium
- Eriogonum mensicola
- Eriogonum microthecum
- Eriogonum mitophyllum
- Eriogonum mohavense
- Eriogonum molestum
- Eriogonum moranii
- Eriogonum mortonianum
- Eriogonum multiflorum
- Eriogonum natum
- Eriogonum nealleyi
- Eriogonum nebraskense
- Eriogonum nervulosum
- Eriogonum nidularium
- Eriogonum niveum
- Eriogonum nortonii
- Eriogonum novonudum
- Eriogonum nudum
- Eriogonum nummulare
- Eriogonum nutans
- Eriogonum ochrocephalum
- Eriogonum orcuttianum
- Eriogonum ordii
- Eriogonum ostlundii
- Eriogonum ovalifolium
- Eriogonum palmerianum
- Eriogonum panamintense
- Eriogonum panguicense
- Eriogonum parishii
- Eriogonum parvifolium
- Eriogonum pauciflorum
- Eriogonum pelinophilum
- Eriogonum pendulum
- Eriogonum pharnaceoides
- Eriogonum pilosum
- Eriogonum plumatella
- Eriogonum polycladon
- Eriogonum polypodum
- Eriogonum pondii
- Eriogonum prattenianum
- Eriogonum preclarum
- Eriogonum procidum
- Eriogonum pulchrum
- Eriogonum pusillum
- Eriogonum pyrolifolium
- Eriogonum racemosum
- Eriogonum reniforme
- Eriogonum repens
- Eriogonum ripleyi
- Eriogonum rixfordii
- Eriogonum robustum
- Eriogonum rosense
- Eriogonum roseum
- Eriogonum rotundifolium
- Eriogonum rubricaule
- Eriogonum rupinum
- Eriogonum salicornioides
- Eriogonum sarahiae
- Eriogonum saxatile
- Eriogonum scabrellum
- Eriogonum scalare
- Eriogonum scopulorum
- Eriogonum shockleyi
- Eriogonum siskiyouense
- Eriogonum smithii
- Eriogonum soliceps
- Eriogonum soredium
- Eriogonum spathulatum
- Eriogonum spectabile
- Eriogonum spergulinum
- Eriogonum sphaerocephalum
- Eriogonum strictum
- Eriogonum subreniforme
- Eriogonum suffruticosum
- Eriogonum temblorense
- Eriogonum tenellum
- Eriogonum ternatum
- Eriogonum terrenatum
- Eriogonum thomasii
- Eriogonum thompsoniae
- Eriogonum thornei
- Eriogonum thurberi
- Eriogonum thymoides
- Eriogonum tiehmii
- Eriogonum tomentosum
- Eriogonum trichopes
- Eriogonum tripodum
- Eriogonum truncatum
- Eriogonum tumulosum
- Eriogonum turneri
- Eriogonum twisselmanii
- Eriogonum umbellatum
- Eriogonum ursinum
- Eriogonum watsonii
- Eriogonum vestitum
- Eriogonum wetherillii
- Eriogonum villiflorum
- Eriogonum villosissimum
- Eriogonum vimineum
- Eriogonum viridescens
- Eriogonum viridulum
- Eriogonum viscanum
- Eriogonum viscidulum
- Eriogonum visheri
- Eriogonum wootonii
- Eriogonum wrightii
- Eriogonum zapatoense
- Eriogonum zionis